# 설린 (가수)
설린(2006년 11월 30일~ )은 대한민국에 거주하는 태국의 가수로 걸 그룹 tripleS의 멤버이다.